# قناة الوطنية
قناة الوطنية هي قناة محلية كويتية تابعة لشركة الوطنية للاتصالات بثت في الأول من رمضان عام 1432 هجري وعرضت الكثير من المسلسلات والبرامج.

## مخلص القناة
اطلقتها شركة الوطنية للاتصالات في عام 2012 فقد شهدت استحسانا واسعا وصدى طيبا وحققت نجاحا منقطع النظير لما حملته من روح وطنية بين العملاء والجمهور. وتأتي اليوم قناة «الوطنية» لتسجل نجاحا آخر لـ«الوطنية للاتصالات»، وتقدم باقة ترفيهية ومميزة للمشاهدين طوال شهر رمضان المبارك.
وقال البالول ان إطلاق «قناة الوطنية» تعد التجربة الأولى التي تخوضها شركة اتصالات في العام العربي، مؤكدا على تصميم فريق الشركة في ريادة هذا المجال وتقديم أفضل خدمة متميزة للعميل والجمهور الكويتي. وكشف ان تنفيذ مشروع القناة الفضائية احتاج قيمة استثمارات كبيرة لم يكشف عنها. واشار إلى ان المشروع في انطلاقته لا يستهدف الربح ولن يكون هناك تخصيص بشكل كبير للاعلانات بل ستكون القناة مساحة لعرض تشكيلة منوعة وخفيفة من البرامج التي تتخللها المسلسلات الخليجية والعربية. وشدد على ان عرض المسلسلات لن تتخلله اعلانات وسيكون بشكل مستمر لضمان متعة المشاهدة. 
كما لفت البالول إلى ان القناة ستكون التجربة الأولى لعرض متميز لاهم الأعمال الخليجية، مؤكدا على اهمية استقطاب الأعمال الخليجية بما فيها الكويتية وهذا ايمانا من إدارة «الوطنية» على تشجيع العمل التلفزيوني وتناول القضايا الاجتماعية. 
من جهته أكدَّ الموزع والمنتج اللبناني عامر صباح انه سيتعاون مع «الوطنية» لعرض ابرز الأعمال الناجحة. مشيرا إلى ان شراكته مع الوطنية لن تتنافى مع مبدأ شركته مع مجموعة «الراي» الاعلامية في ما يتعلق بالحفاظ على اولوية العرض الأول لـ«الراي».
واضاف ان قناة «الوطنية» ستحدث نقلة نوعية في ما يتعلق بالإنتاج السمعي البصري وذلك لما سيترتب عنه من منافسة في إنتاج الأعمال الدرامية التي ستحظى الأعمال الجيدة منها على حقوق العرض على شاشة «الوطنية».
و في رد عن سؤال استمرارية القناة على امتداد العام قال القائمون عليها ان الفكرة الآن تقضي بالاكتفاء فقط بالعرض لمدة شهر رمضان فقط وإذا كانت هناك حاجة وفرصة جيدة للإطالة مدة العرض ستتم دراستها في حينها

## وصلات خارجية
- قناة خاصة بـ «الوطنية» خلال رمضان